# Nega Mezlekia
Nega Mezlekia (ነጋ መዝለቂያ en amharique), né en 1958 en Éthiopie, est un écrivain éthiopien d'expression anglaise. Sa langue maternelle est l'amharique, mais il écrit en anglais depuis son installation au Canada dans les années 1980. Son ouvrage le plus connu est un récit autobiographique romancé, Notes from Hyena’s Belly (Dans le ventre d'une hyène), pour lequel il reçoit le prix du Gouverneur général, mais qui suscite une controverse juridique sur les droits de son éditrice. Il écrit ensuite deux autres romans.

## Biographie
Nega Mezlekia naît en 1958 en Éthiopie, dans la région des hauts plateaux. Il est le fils aîné d'un fonctionnaire du gouvernement impérial. Il commence par soutenir la révolution qui a dépose l'empereur Haïlé Sélassié, mais il critique le régime de Mengistu Haile Mariam qui a pris la suite. Il quitte alors sa famille et rejoint l'un des groupes rebelles armés. Il travaille ensuite à l'université d'Alemaya puis bénéficie en 1983 d'une bourse d'ingénieur.
Il se rend alors aux Pays-Bas où il étudie à l'université de Wageningue. N'y trouvant pas de travail au bout de deux ans, il part au Canada où il étudie à l'université McGill de Montréal. Il réside encore au Canada dans les années 2010. Il y est conseiller en ingénierie.
Le Conseil des arts du Canada lui décerne une bourse en 1995, la bourse « Explorations ».
Son récit autobiographique romancé Notes from Hyena’s Belly (Dans le ventre d'une hyène) lui vaut en novembre 2000 un prix canadien, le prix du Gouverneur général pour les récits et essais en langue anglaise,. Il est traduit en français sous le titre Dans le ventre d'une hyène qui reçoit en 2001 un accueil très favorable de la critique.
Cet ouvrage commence par une métaphore entre animaux, notamment un âne et une hyène, qui finit par manger l'âne. Il raconte ensuite les années de luttes et les périples de l'auteur, sous le régime d'Haïlé Sélassié, l'arrivée au pouvoir de la junte et les années de terreur sous le régime de Mengitsu.
Nega Mezlekia publie ensuite le roman Le Dieu qui engendra un chacal (The god who begat a jackal), en 2002, qui développe le thème d'un vieux mythe éthiopien. Son troisième livre, Le mariage malheureux d'Azeb Yitades (The unfortunate marriage of Azeb Yitades) paraît en 2006. Se passant au cours de la période de 1960 à 1990, ce roman raconte l'histoire d'un petit village de l'est de l'Éthiopie qui lutte pour maintenir son identité et son patrimoine, alors que le monde moderne veut rompre son isolement et mordre sur son territoire. Il est sélectionné pour le Commonwealth Writer's Prize.

## Controverse
Peu après le prix décerné à Mezlekia pour les Notes from the Hyena's Belly, la poétesse et éditrice Anne Stone a affirmé qu'elle avait rédigé la totalité de l'ouvrage, à l'exception des vingt dernières pages, et réclamait le rôle de co-autrice. Nega Mezlekia a reconnu que n'étant pas anglophone, il avait eu besoin d'Anne Stone pour un travail d'éditrice, mais que le livre était fondamentalement le sien, qu'Anne Stone n'a effectué qu'un travail d'éditrice, et a poursuivi Ann Stone pour diffamation.
Cette controverse judiciaire a eu de longs retentissements dans la presse canadienne. Les critiques reconnaissent qu'il est très difficile de déterminer clairement le rôle qu'un éditeur peut jouer dans l'élaboration d'un texte pour qu'il soit ou non crédité comme coauteur. C'est la question des crédits d'auteur, de la différence entre un prête-plume anonyme et un coauteur. Le cas Mezlekia-Stone est souvent cité dans les travaux universitaires sur cette question.

## Ouvrages
- Sustained load behavior of restrained reinforced concrete columns, université de Waterloo, 1988, travail universitaire.
- Inelastic behaviour of reinforced concrete wall panels with openings, université McGill, 1994, travail universitaire.
- Notes from Hyena's Belly, 2000. — traduit en français sous le titre Dans le ventre d'une hyène : mon enfance en Éthiopie, traduit de l'anglais par Lori Saint-Martin et Paul Gagné, Arles, Actes Sud, 2001, 346 pages  (ISBN 2-7609-2213-8 et 2-7427-3435-X), récit autobiographique.
- The god who begat a jackal, New York, Picador, 2002 — traduit en français sous le titre Le Dieu qui engendra un chacal, traduit de l'anglais par Madeleine et Jean Sévry, Paris, Hatier, 2003, 380 pages  (ISBN 2-7473-0304-7 et 9782747303040), roman.
- The unfortunate marriage of Azeb Yitades, Toronto, Penguin, 2006, roman.
- Media Blitz: A Personal Battle, Afar House, 2009  (ISBN 0981176402 et 9780981176406).